# Canthidium clypeale
Canthidium clypeale là một loài bọ cánh cứng trong họ Bọ hung (Scarabaeidae).